# Leitebakk
Leitebakk es una localidad situada en el municipio de Giske, en la provincia de Møre og Romsdal, Noruega. Tiene una población estimada, a inicios de 2022, de 971 habitantes.
Está ubicada en el lado este de la isla de Godøy, en la parte noroccidental del sur del país, cerca de la costa del mar de Noruega y de la península de Romsdal.